# Freddie and the Dreamers
Freddie and the Dreamers var en brittisk merseybeat- och pop-grupp bildad i Manchester. Freddie i artistnamnet var sångaren Freddie Garrity (1936 - 2006). Gruppen hade stora likheter med den mer framgångsrika gruppen Gerry and the Pacemakers, som också inspirerat gruppen starkt. Gruppen blev särskilt känd för sin dans där de sparkade bakåt med benen medan de framförde låtarna. 
Freddie and the Dreamers största hits blev "If You Gotta Make a Fool of Somebody" från 1963 och "I'm Telling You Now" från 1965. Åren efter 1965 sågs inte gruppen till på listorna och "Freddie and the Dreamers" upplöstes 1978. Senare har gruppen återbildats med somliga originalmedlemmar. 1999 gjorde man sitt sista brittiska TV-framträdande. Freddie Garrett drog sig 2002 tillbaka på grund av sjuklighet och avled till följd av lungcancer 2006. 
Alla i bandet var födda i Manchester, Lancashire. 

## Medlemmar
Originalbesättning
- Freddie Garrity (född 14 november 1936 – död 19 maj 2006) – sång
- Roy Crewdson (född 29 maj 1941) – gitarr
- Derek Quinn (född 24 maj 1942) – gitarr, munspel
- Peter Birrell (född 9 maj 1941) – basgitarr
- Bernie Dwyer (född 11 september 1940 – död 4 december 2002) – trummor

## Diskografi (urval)
Album
- Freddie & The Dreamers (1963)
- You Were Made for Me (1964)
- Do The Freddy (1965)
- Sing Along (1965)
- In Disneyland (1966)
- King Freddie & Dreaming Knights (1967)
- Oliver in Overworld (1970)
- Breaking Out (1978)

Singlar (topp 100 på UK Singles Chart)
- "If You Gotta Make a Fool of Somebody" / "Feel So Blue" (1963) (#3)
- "I'm Telling You Now" / "What Have I Done To You?" (1963) (#2)
- "You Were Made For Me" / "Send A Letter To Me" (1963) (#3)
- "Over You" / "Come Back When You're Ready" (1964) (#13)
- "I Love You Baby" / "Don't Make Me Cry" (1964) (#16)
- "Just For You" / "Don't Do That To Me" 1964 (#41)
- "I Understand" / "I Will" (1964) (#5)
- "A Little You" / "Things I'd Like To Say" (1965) (#26)
- "Thou Shalt Not Steal" / "I Don't Know" (1965) (#44)